# Étang du château de Königsberg

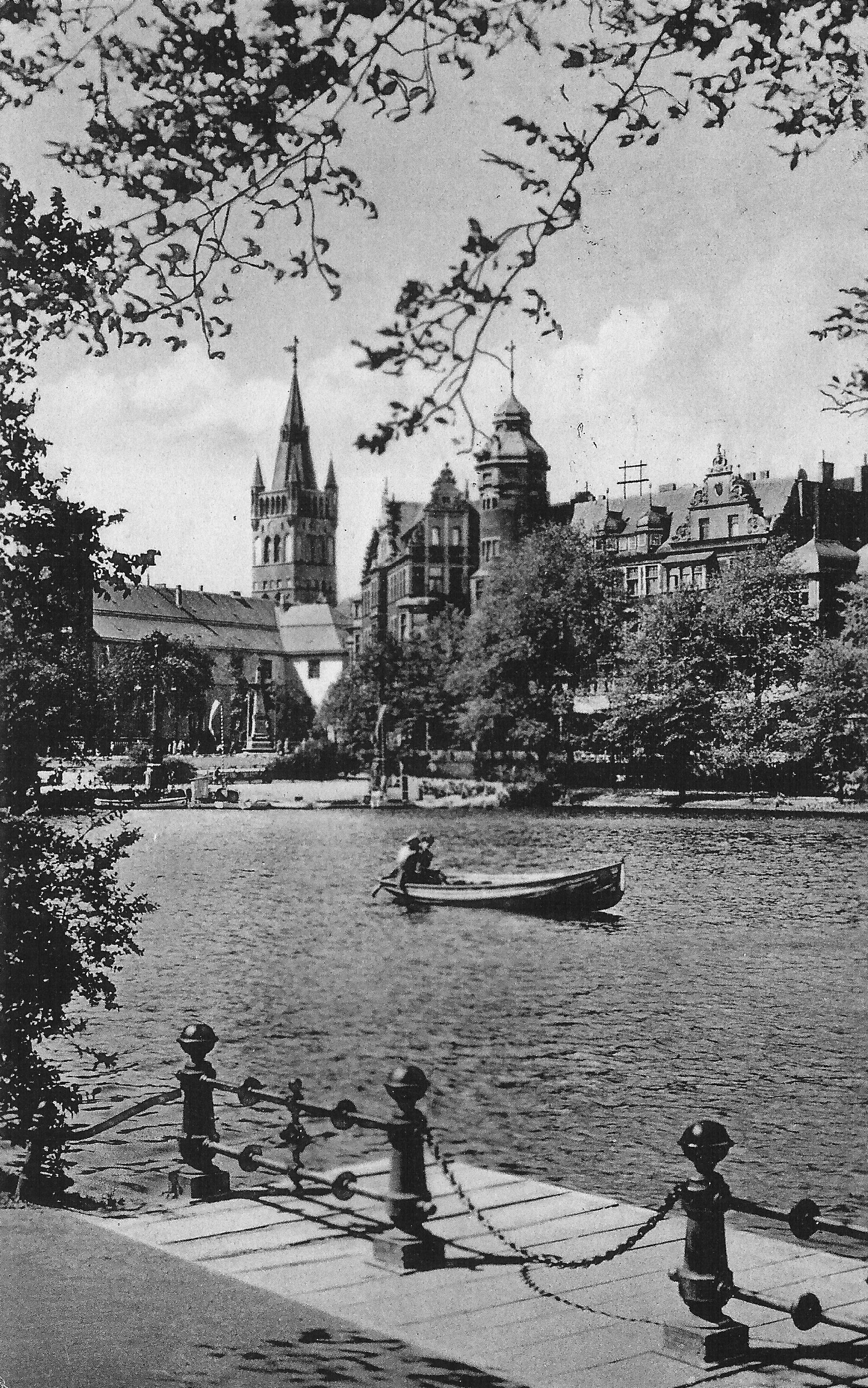
Vue sur l'étang du château en direction de la Münzplatz et du château

L'étang du château de Königsberg (russe : Нижний пруд ou Замковый пруд ) mesure environ 1,2 kilomètre de long et entre 50 et 100 mètres de large, 9 hectares à Königsberg, aujourd'hui Kaliningrad, et tire son nom du château de Königsberg au sud. Le Katzbach (de) sert de drain.

## Localisation et histoire
Il s'agit d'un lac situé au nord de la ville qui s'étend vers le sud jusqu'au centre-ville. Il reçoit son eau d'afflux de l'étang supérieur et s'écoule sous terre vers le Pregel. Les chevaliers teutoniques ont endigué le Katzbach pour créer un plan d'eau destiné à l'élevage de la carpe. Le pont de l'étang du château est construit en 1753. Au cours du XIXe siècle, il est élargi deux fois. En 1869, la balustrade se brise lorsqu'une foule nombreuse voulut assister à la visite du roi Guillaume Ier. 32 personnes se sont noyées dans l'étang du château. La passerelle a brûlé jusqu'aux piliers de pierre lors des deux raids aériens britanniques sur Königsberg fin août 1944.

« Selon d'anciennes dispositions datant de l'époque de la fondation de l'université, les maîtres des arts libéraux avaient ici le droit de pêcher pour leur propre usage et, de temps en temps, un doctorant fraîchement diplômé perpétuait cette vieille coutume pour le plaisir des curieux étonnés, afin qu'elle ne tombe pas complètement dans l'oubli. »

— Wilhelm Matull

### Mentalité d'étang du château

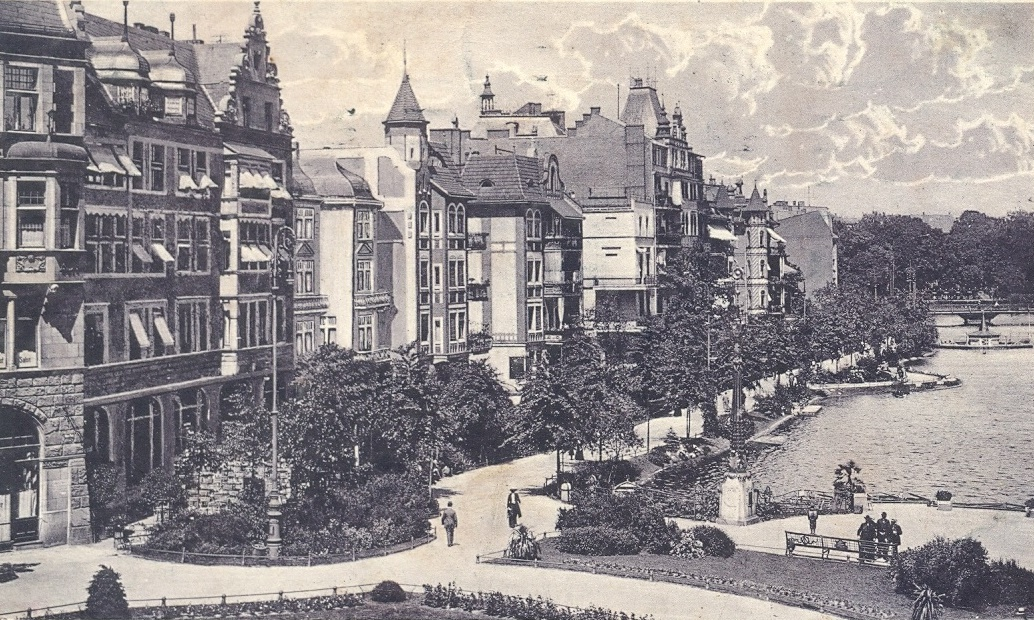
Promenade sur la Münzplatz

Semblable à l'Alster extérieur de Hambourg, l'étang du château a une importance « centrale » dans la vie sociale des habitants de Königsberg. La vie étudiante notamment s'y déroule. L'engouement romantique pour ce lac donne aux habitants de Königsberg la réputation d'avoir une « mentalité d'étang de château ». De nombreuses associations étudiantes et clubs d'aviron de Königsberg (de) ont leurs maisons au bord de l'étang du château. Pendant les mois d'été, les gens se réunissent au jardin de la Bourse (de), une auberge qui rappelle les jardins à bière bavarois avec une grande pelouse du côté ouest de l'étang du château. Il y a de nombreux cafés pour les journées fraîches et pluvieuses. La promenade autour de l'étang du château est populaire. On pouvait aussi faire du bateau ou donner à manger aux canards et aux cygnes. En hiver, on faisait du patin à glace et en été, on se rafraîchissait. Les points culminants de la vie sur l'étang du château sont les promenades nocturnes aux lanternes et les célébrations du 1er mai ou les concerts sur la Münzplatz.

« Près du château commençait le vaste étang du château, dont les rives formaient alors encore partout des jardins descendant jusqu'à l'eau. C'est là que, les beaux soirs d'été, surtout lorsqu'il y avait des concerts ou une nuit italienne, il régnait parfois dans la ville, d'ordinaire si sobre, une animation presque vénitienne ; le peuple pauvre regardait alors avec admiration le magnifique spectacle, en hiver le patinage, depuis le pont de bois qui traversait l'eau depuis 1753. »

— Karl Vorländer in Immanuel Kant. Der Mann und das Werk

« La plus belle histoire de l'étang du château s'est produite au début des années 1930 : un inactif s'était assis dans le bateau le matin d'une belle journée d'été et était passé par-dessus bord pour des raisons inconnues. Le journal "Königsberger Allgemeine" a publié un article à ce sujet dans sa section locale, affirmant que l'alcool était probablement en cause. Cet inactif écrivit au journal qu'il n'avait pas dérogé ce jour-là à son habitude de ne se saouler qu'en fin d'après-midi et demanda un rectificatif. Le journal a effectivement publié un article à ce sujet. »

— Friedrich Ossig (de)

### Célébration du1ermai
La célébration étudiante du 1er mai est connue bien au-delà de Königsberg. Le soir du 30 avril, étudiants et ouvriers se retrouvent sur les promenades de l'étang du château. Finalement, les étudiants se rassembent sur leurs maisons de corporation, leurs radeaux et leurs gondoles pour attendre silencieusement le coup de minuit depuis la tour du château (de) tout en buvant le « Maitrank de Prusse-Oientale » – un grog chaud. Après le coup (de) final, tout le monde chante Der Mai ist gekommen (de), la chanson printanière d'Emanuel Geibel. Les hivers parfois très longs et rigoureux donnent une profonde gravité sur ces célébrations.

« C'est un hommage simple, mais d'autant plus touchant, que les jeunes étudiants, même en pleine force de l'âge, rendent au mois de mai qui s'annonce. »

— Leipziger Zeitungsbericht (1907)

### Circuit

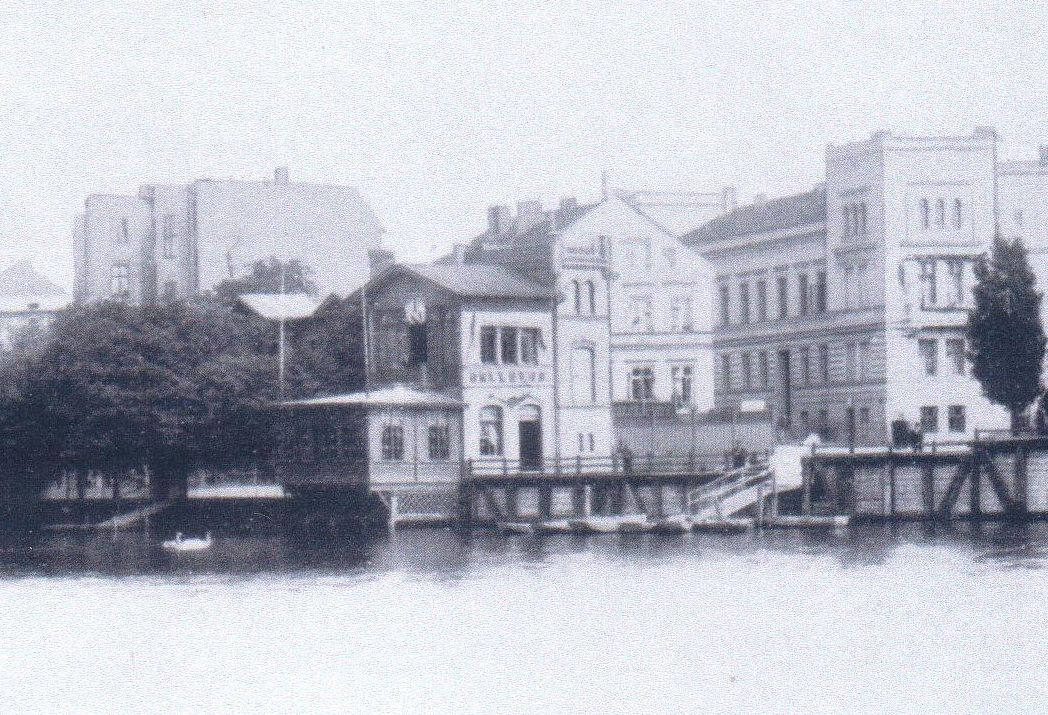
Vieux Bellevue

Ce n'est qu'en 1937 que le directeur horticole Ernst Schneider réussit à achever la promenade de près de 3 km autour de l'étang du château, lorsqu'Adolf Hitler a exproprié les loges maçonniques de la rive nord-ouest,.
La Münzplatz, où le circuit commence, se trouve à l'angle nord-est du château de Königsberg, près de la Tour de l'Haber (de). La place conique s'élargissant, décorée de deux obélisques et de deux lampes et entourée de bâtiments aux façades uniformément conçues, descend lentement vers un escalier extérieur menant à l'étang du château. Du côté Est, la promenade passe devant de nombreuses maisons de confréries étudiantes, dont le cours n'est interrompu que par le Café Impérial. La statue « La tonnelle » se dresse sur le chemin de promenade et offre la possibilité de se reposer sur un banc. Le pont de l'étang du château enjambe désormais le plan d'eau. Il relie le Café Metropol, le Pelikan-Klause et le Miramar-Lichtspiele du côté est à l'hôtel et au Café Bellevue du côté ouest. Le chemin de promenade se tourne désormais vers le Bürger-Ressource, un grand café en plein air qui apporte une touche bavaroise à la ville la plus orientale d'Allemagne. Vint ensuite le jardin de la Bourse (de), où se trouve encore aujourd'hui le Parkhotel d'Hanns Hopp (de). Aucune des maisons de pavillon ne sont conservées. Viennent ensuite le lycée royal Guillaume (de), une petite église baptiste et une piscine extérieure. Au nord, l'entrée de l'étang supérieur est encadrée de cascades. Le chemin de retour vers le château du côté Est commence par l'hôpital de la ville de Roßgarten, le commandement général de Königsberg et enfin la salle de la ville (de). Elle sert de salle de concert et d'événements et est encore aujourd'hui conservé comme musée historique. Derrière le Café Bellevue se trouve l'église du château (de), une petite église classique. Le Café Schwermer, situé directement sur l'étang du château non loin de la Münzplatz, comprend une confiserie spécialisée dans la production de massepain de Königsberg (de).

### Pont de l'étang du château
L'ancien pont de l'étang du château dans la zone sud de l'étang est détruit pendant la Seconde Guerre mondiale et remplacé plus tard par un nouveau passage à l'ancien emplacement. Plus tard, deux autres ponts sont construits au nord de celui-ci au-dessus de l'étang du château.

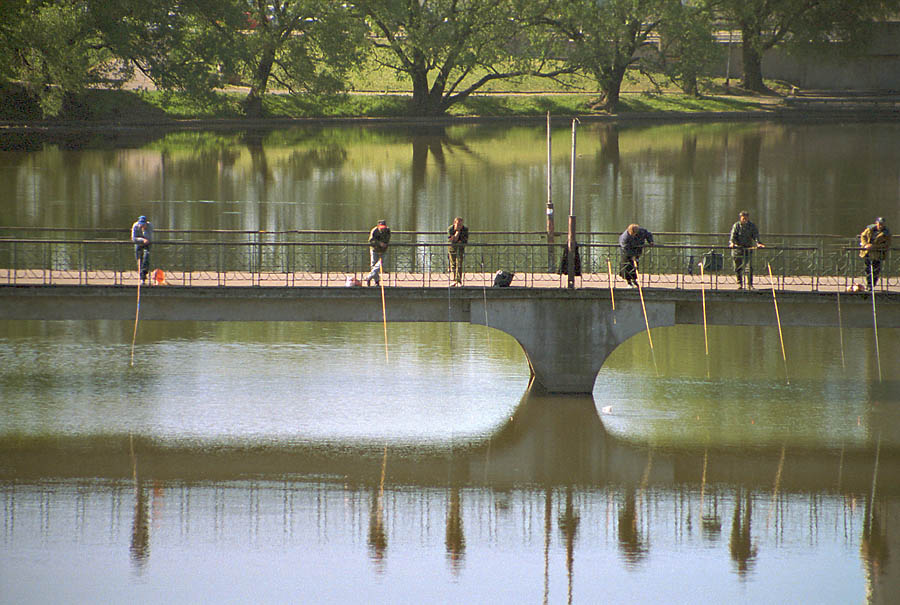
Nouveau pont sur l'étang du château

## État

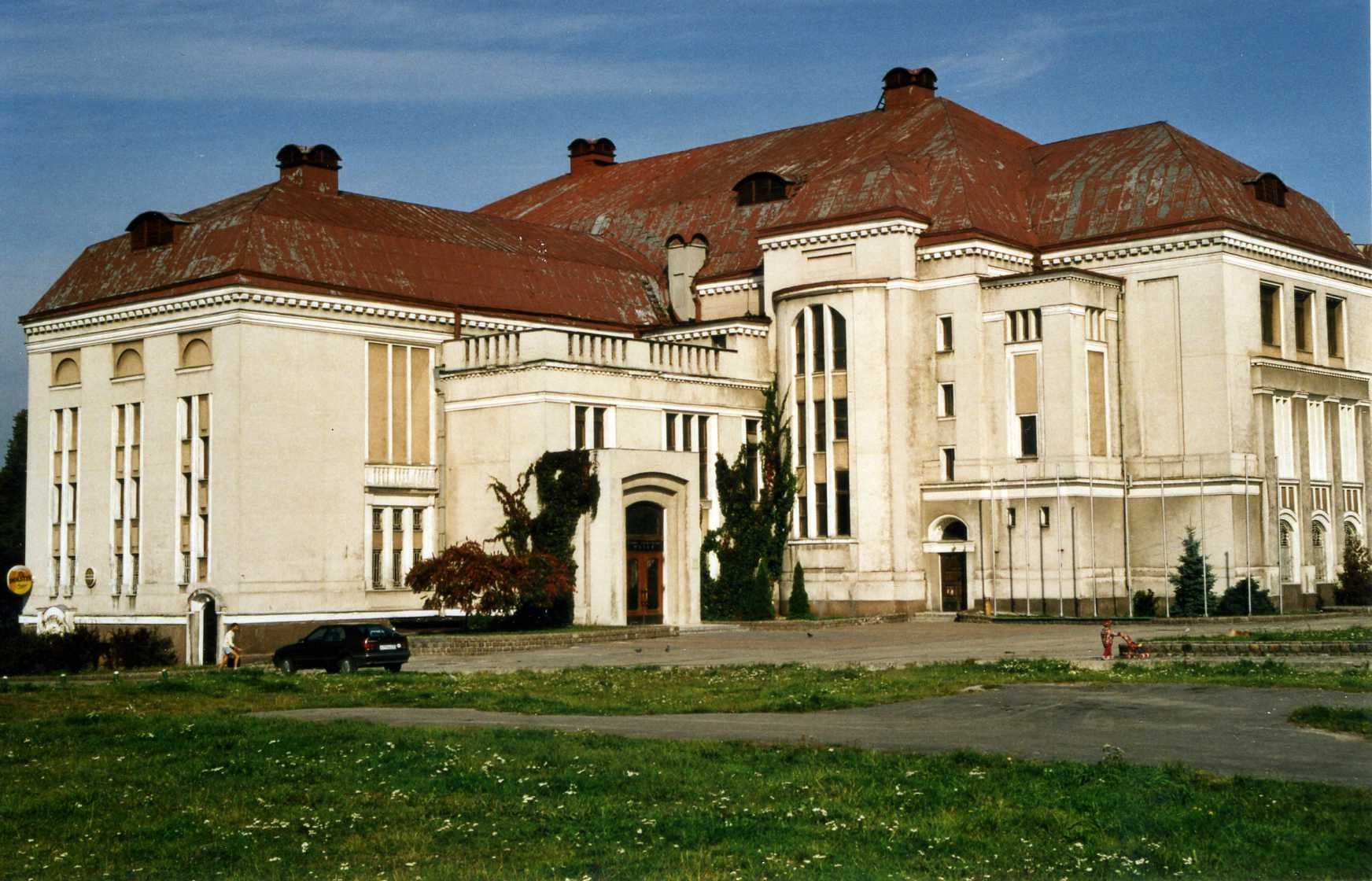
Ancienne salle de la ville (2003)

Lors de la bataille de Königsberg en avril 1945, le centre de la ville est en grande partie détruit. Néanmoins, la partie nord de l'étang du château avec les entrées en cascade est assez bien conservée. La partie sud, qui s'étend jusqu'au centre, est entièrement détruite. Ni le château, ni les cafés de la promenade, ni les églises ne sont conservés. Les pavillons et le jardin de la Bourse survivent à la guerre. L'ancien pont de l'étang du château en bois est reconstruit en pont en béton précontraint. L'ancienne salle de la ville peut servir comme repère. La navigation de plaisance n’est également plus possible aujourd’hui. L’état actuel ressemble à un égout vert recouvert d’algues en raison des rejets fécaux. Cependant, l'administration municipale tente d'améliorer la situation. Wilhelm Matull écrit :

« Dans les derniers jours du mois d'août 1944, je fixais avec stupeur, depuis la Schlossteichstrasse, les moignons du pont du Schlossteich, incendiés sous les bombes. Là, on s'était tenu devant la librairie Haffke, devant la boutique d'art Teichert ou devant la librairie musicale Jüterbock, on avait regardé l'étang du château et l'église du château depuis la terrasse de la pâtisserie Schwermer et on avait fait un signe amical vers les murs du château. »

— Wilhelm Matull